# Willem Writs

Willem Writs, door Wybrand Hendriks

Willem Writs (ca. 1731/1734 – begraven Amsterdam, 12 oktober 1786) was een Nederlands horlogemaker, werktuigbouwkundige, etser en tekenaar. Hij was de oprichter van Felix Meritis.

## Biografie
Writs werd geboren in Amsterdam als zoon van Claas Writs en Helena Sarton. Hij was doopsgezind. In 1765 werd hij opgenomen in het lidmatenregister van de Doopsgezinde Gemeente. In 1767 nam hij de horlogemakerswinkel van Willem Koster in de Vijzelstraat bij de Herengracht over. In 1769 trouwde hij op 35-jarige leeftijd met Jannetje van Jagen, dochter van Jan van Jagen.
Writs richtte in 1777 het genootschap Felix Meritis op. De vereniging begon met veertig leden. In 1780 vertoonde hij ter vergadering van het genootschap, in het departement natuurkunde, een model van een door hem nieuw uitgevonden werktuig, dat onder meer geschikt was om wateren uit te diepen. In 1784 maakte hij een rapport op over de vijzelmoddermolen in het Dok, tussen de eilanden Wittenburg en Oostenburg.
In augustus 1786 maakte de Oeconomische Tak van de Hollandsche Maatschappij van Wetenschappen bekend dat Writs een premie van 50 dukaten voor zijn moddermolen was toegekend. Ook ontving hij een zilveren medaille voor een verhandeling en tekening betreffende een watermolen die niet door de wind bewogen wordt.
Writs overleed in oktober 1786, wonende in de Vijzelstraat. De prijsvraag voor, en de inwijding van het nieuwe gebouw van Felix Meritis maakte hij niet meer mee.
Geïnteresseerden in zijn Moddermachine konden zich na zijn dood melden bij de curator van zijn boedel. In 1792 werd de uitvinding onder de benaming vijzelmoddermolen, ter verwerking van modderspecie, te koop aangeboden.

## Galerij

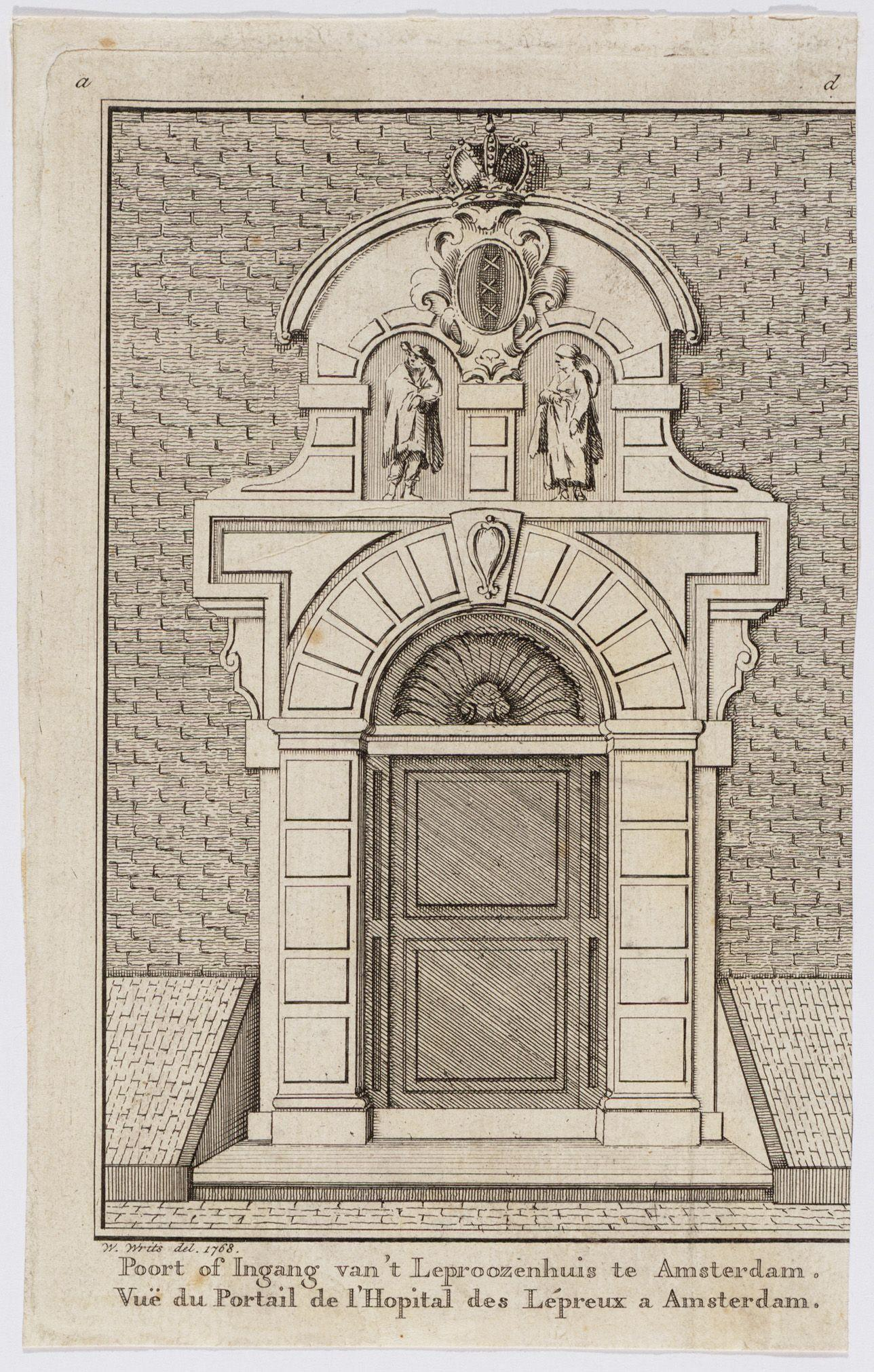
Poort van het Leprozenhuis
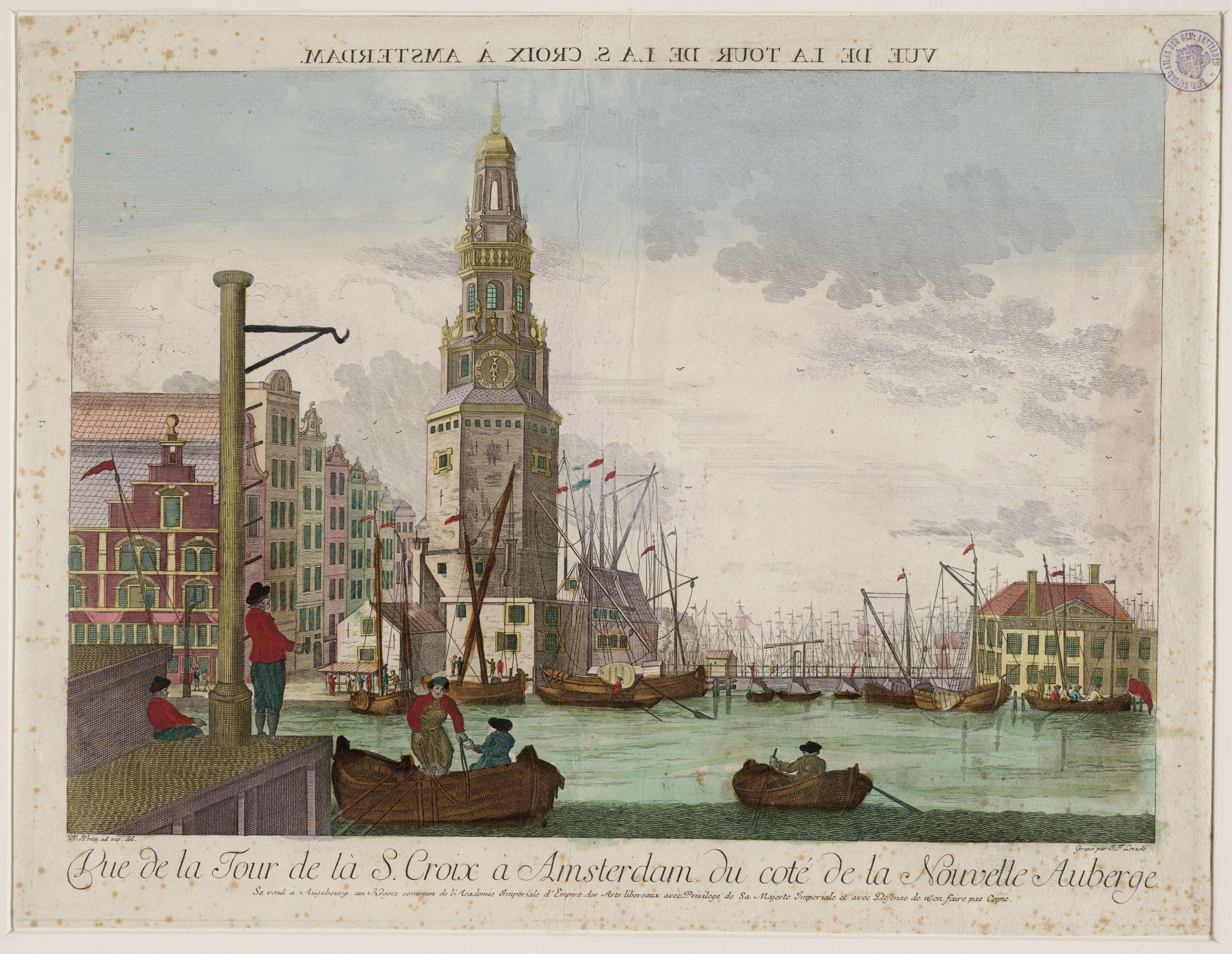
Haringpakkerstoren
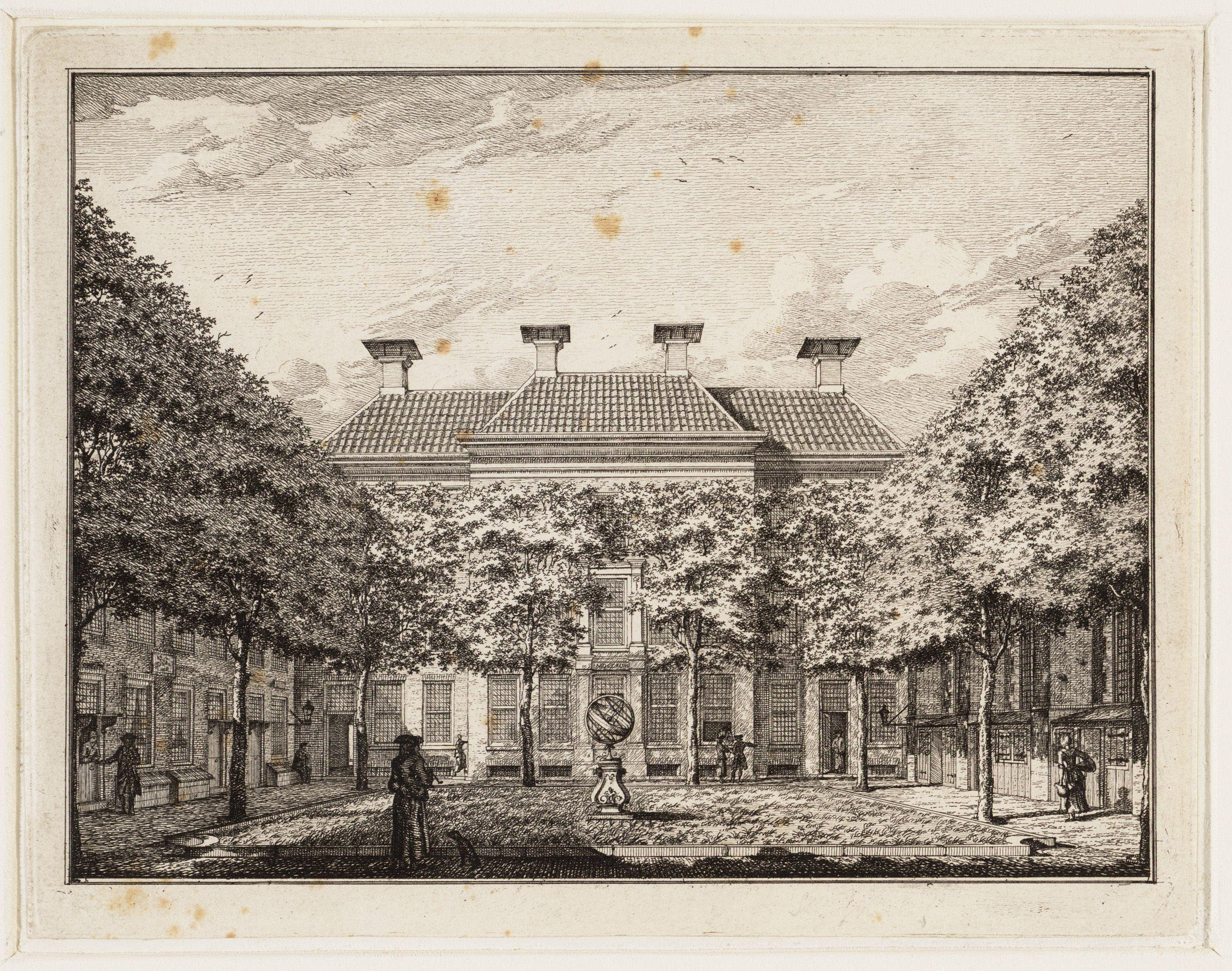
Sint Jorishof
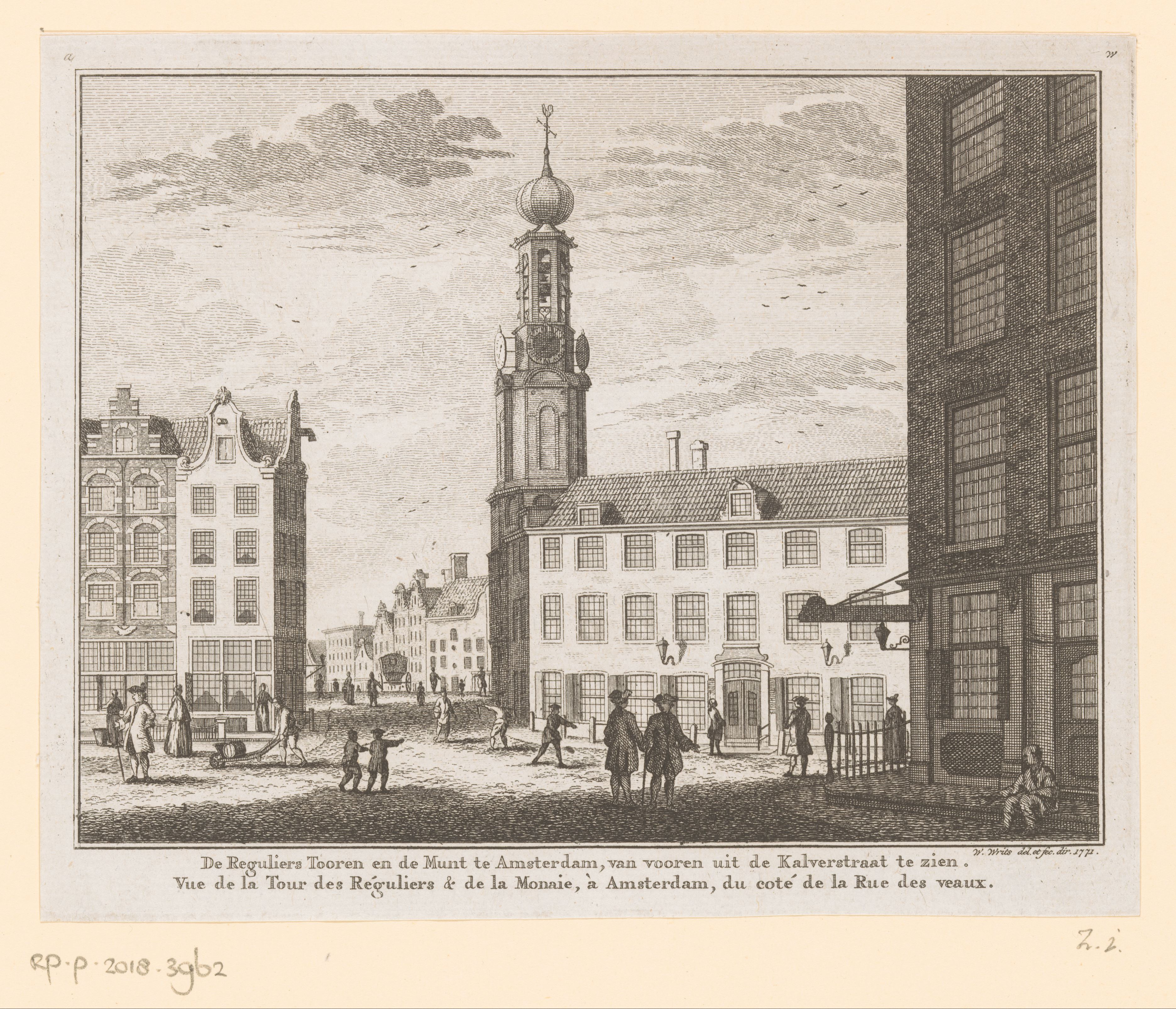
Gezicht op de Munttoren

- Biografisch Portaal: 62892402
- Digitale Bibliotheek voor de Nederlandse Letteren: writ001
- International Standard Name Identifier: 0000 0003 7476 0734
- Library of Congress Control Number: no2009046100
- Nederlandse Thesaurus van Auteursnamen: 092958613
- RKD-Nederlands Instituut voor Kunstgeschiedenis: 85738
- Union List of Artist Names: 500104653
- Virtual International Authority File: 96460354
- WorldCat: E39PBJv4mwy367BVWxWVb8Pfbd